# Aeroportul Natitingou
Aeroportul Natitingou (IATA: NAE, ICAO: DBBN) este un aeroport din Benin ce deservește zona Natitingou. A fost numit după zona deservită.
Situat la o altitudine de 461 m, aeroportul dispune de o singură pistă.